# Filippo Carandini
Filippo Carandini (Pesaro, 6 settembre 1729 – Modena, 28 agosto 1810) è stato un cardinale italiano.

## Biografia
Nacque a Pesaro da una nobile famiglia modenese: laureato in diritto, entrò in diplomazia e nel 1774 venne inviato dal duca Francesco III presso la Santa Sede. Pio VI lo nominò prelato domestico e segretario della Sacra Congregazione del Concilio.
Nel concistoro del 29 gennaio 1787 papa Pio VI lo creò cardinale diacono di Santa Maria in Portico (nel 1794 venne assegnato alla diaconia di Sant'Eustachio). Partecipò al conclave del 1799-1800, che elesse papa Pio VII. Fu prefetto della Sacra Congregazione del Concilio (1800-1810).
Lasciò Roma nel 1809, a causa dell'invasione francese: si rifugiò a Tolentino e poi a Modena, dove morì nel 1810. Le sue spoglie riposano nel Duomo di Modena.